# Eparchia Kanady (Rumuński Kościół Prawosławny)
Rumuńska prawosławna diecezja Kanady (ang. Romanian Orthodox Diocese of Canada, rum. Episcopia Ortodoxă Română a Canadei, fr.  Diocèse Orthodoxe Roumain du Canada) – jedna z eparchii (diecezji) Rumuńskiego Kościoła Prawosławnego, obejmująca terytorium Kanady. Od momentu erygowania diecezji jej zwierzchnikiem jest biskup Jan Kasjan (Tunaru).

## Historia

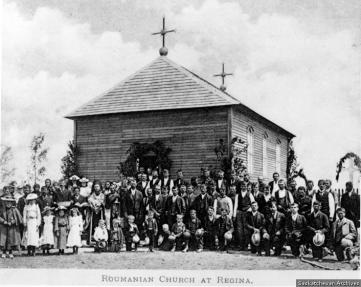
Kanadyjscy Rumuni przed frontem pierwszej rumuńskiej cerkwi prawosławnej w Kanadzie (Regina, 1904)

Najstarsza rumuńska parafia prawosławna w Kanadzie powstała w 1902 r. w mieście Regina. Podlegała ona początkowo metropolii mołdawskiej.
Początki odrębnej kanonicznej diecezji pod jurysdykcją Rumuńskiego Kościoła Prawosławnego w Ameryce związane są z kongresem duchownych i świeckich przedstawicieli rumuńskich parafii prawosławnych istniejących w Stanach Zjednoczonych i w Kanadzie. Zjazd odbył się w Detroit 25 kwietnia 1929 r. Podczas obrad postanowiono utworzyć diecezję misyjną pod jurysdykcją Rumuńskiego Kościoła Prawosławnego. Decyzję kongresu przekazano w formie petycji skierowanej do patriarchatu i podpisanej przez wszystkich przedstawicieli parafii. Święty Sobór Patriarchat Rumuński uznał ten postulat w listopadzie 1929 i patriarcha Miron upoważnił komisję utworzoną na kongresie w Detroit do administrowania nową diecezją do czasu wyboru i ingresu biskupa. 
We wczesnych latach 30. XX w. opracowano dokumenty organizacyjne diecezji, a do Stanów Zjednoczonych przybył biskup Polikarp (Morușca), który odbył ingres do katedry w Detroit 4 lipca 1935. Opierając się na zastanym dorobku, pierwszy ordynariusz przystąpił do rozbudowy diecezji: zatwierdził jej statut, podłożył podwaliny pod wiele instytucji kościelnych, przyczynił się do nabycia w Michigan majątku Vatra, który stał się siedzibą episkopatu.  
Biskup Ameryki Polikarp (Morușca) powrócił do Rumunii w 1939 r., aby wziąć udział w spotkaniu Świętego Synodu Kościoła Rumunii. Z powodu wybuchu II wojny światowej nie mógł powrócić do swojej diecezji. Po wojnie został zatrzymany przez nowe komunistyczne władze Rumunii, które rozpoczęły prześladowania religijne. W liście pasterskim z 30 lipca 1947 r. Polikarp (Morușca) poinformował diecezję o trudnościach związanych z powrotem i zapewnił, że uważa się za biskupa Ameryki Rumuńskiego Kościoła Prawosławnego.
Jednakże na podstawie wprowadzonej przez komunistów w maju 1947 r. ustawy o obowiązkowym wieku emerytalnym, bp Polikarp musiał przejść w stan spoczynku. Od 1949 r. duchowni wyznaczeni przez Patriarchat Rumuński dla rumuńskich wspólnot prawosławnych poza Rumunią musieli być zaakceptowani przez rząd komunistyczny, który za pomocą podporządkowanego sobie episkopatu próbował kontrolować rumuńską diasporę. Wydarzenia te doprowadziły do rozbicia społeczności prawosławnych Rumunów w Ameryce, gdyż większość wiernych nie uznała nowego biskupa (Antim Nica), wyznaczonego przez patriarchat kontrolowany przez władze państwa. 
Zbuntowana większość parafii wezwała do utworzenia rady samorządowej i wyboru pomocniczego biskupa w oczekiwaniu na powrót biskupa Polikarpa z Rumunii. 2 lipca 1951 r. na biskupa pomocniczego diecezji Ameryki wybrano Viorela D. Trifę, który został konsekrowany 27 kwietnia 1952 r. i przybrał imię Walerian. Po śmierci biskupa Polikarpa w Rumunii 26 października 1958 r. Walerian  (Trifa) stał się ordynariuszem diecezji, która w 1960 r. została przyjęta jako samodzielna eparchia do rosyjskiej metropolii całej Ameryki i Kanady. Obecnie zaś funkcjonuje jako Rumuński Prawosławny Episkopat Ameryki Kościoła Prawosławnego w Ameryce.
Powyższe rozwiązania nie były uznawane przez Patriarchat Rumuński, który jeszcze 12 lipca 1950 r. mianował obywatela amerykańskiego, Andreia Moldovana, na biskupa diecezji amerykańskiej. Wyświęcony w Rumunii biskup Moldovan powrócił do Stanów Zjednoczonych, gdzie zorganizował parafie lojalne wobec Patriarchatu Rumuńskiego. Andreia Moldovan w latach 1950–1963 posługiwał się tytułem biskupa Detroit. Jego następcą został Wiktoryn (Ursache) (Victorin Ursache).
Decyzją Świętego Synodu Kościoła Rumuńskiego 12 grudnia 1974 r. diecezja amerykańska została podniesiona do rangi archidiecezji Ameryki i Kanady. Jej duszpasterz – Wiktoryn (Ursache) – od 1973 r. nosił tytuł arcybiskupa Detroit (używany też w RPEA).  
Kolejny ordynariusz (od 2002 r.) – Mikołaj (Condrea) – posługiwał się już tytułem arcybiskupa Chicago.
26 października 2016 r. Święty Synod Rumuńskiego Kościoła Prawosławnego zatwierdził utworzenie rumuńskiej prawosławnej metropolii w Amerykach, złożonej z archieparchii Stanów Zjednoczonych Ameryki i eparchii Kanady.  Uroczystość intronizacji arcybiskupa Mikołaja na tronie metropolitalnym odbyła się 30 kwietnia 2017 w soborze Świętych Konstantyna i Heleny w Chicago.
Akt założycielski rumuńskiej prawosławnej diecezji kanadyjskiej uchwalono podczas kongresu archidiecezjalnego, który odbył się w Hamilton w Ontario w dniach 1–3 lipca 2016 r. w celu ustanowienia rumuńskiej prawosławnej diecezji kanadyjskiej. Decyzja ta została zatwierdzona przez Święty Synod Rumuńskiego Kościoła Prawosławnego na posiedzeniu w dniach 28–29 października 2016 r.
W maju 2018 r. eparchia Kanady otrzymała relikwie rumuńskich świętych.

## Struktura: świątynie, misje i klasztory

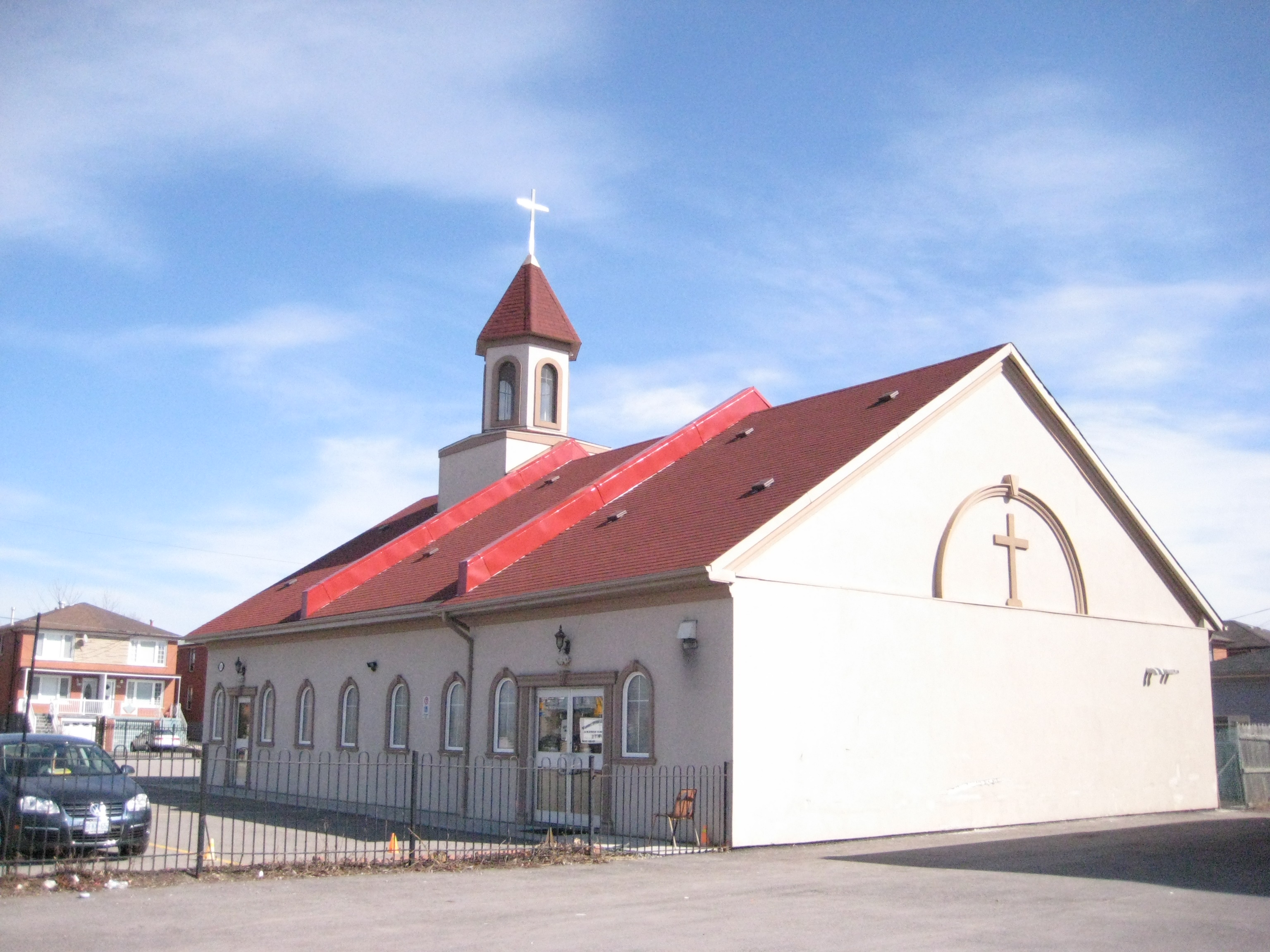
Rumuńska cerkiew Wszystkich Świętych w Scarborough (Oakridge, Toronto)

Eparchia Kanady dzieli się na dwa dekanaty:
- wschodni z siedzibą w Montrealu
- zachodni z siedzibą w Edmonton[10].

Katedry:
- sobór św. Jerzego w Windsorze,
- sobór św. Jana Chrzciciela w Montrealu[11].

Kościoły parafialne:
- Boian (osada w Census Division No. 10, Alberta), św. Marii,
- Calgary, św. Andrzeja,
- Edmonton, Świętych Konstantyna i Heleny,
- Hamilton, Zmartwychwstania Pańskiego,
- Hull (Gatineau), św. Marii,
- Kayville (osada w Census Division No. 2, Saskatchewan), św. Marii oraz Świętych Piotra i Pawła,
- Kitchener Świętych Apostołów Piotra i Pawła,
- Lorraine, św. Menasa,
- Mississauga, św. Andrzeja Apostoła,
- Montreal Świętych Archaniołów Michała i Gabriela,
- New Westminster, św. Jerzego,
- Newmarket, św. Paraskiewy,
- Oshawa, św. Stefana Wielkiego i św. Nektariusza,
- Ottawa, św. Mateusza,
- Richmond Hill, św. Dymitra i Trzech Świętych Hierarchów,
- Saskatoon, Trójcy Świętej,
- Scarborough (Toronto), Wszystkich Świętych,
- Rive Sud (przedmieście Montrealu), św. Jerzego,
- Surrey, św. Mikołaja,
- Timmins, św. Marii,
- Windsor, Zesłania Ducha Świętego,
- Winnipeg, św. Dymitra[11].

Misje:
- św. Dymitra Nowego Basarabowskiego w Montrealu,
- Świętych Konstantyna i Heleny w Sherbrooke.

Monastery:
- Świętego Krzyża w Mono (męski)[11].